# Girl in the Basement
Girl in the Basement ist ein US-amerikanischer Drama-Spielfilm aus dem Jahr 2021, der sich erzählerisch am Fall Josef Fritzl orientiert, der seine eigene Tochter 24 Jahre lang in einem Keller eingesperrt hielt und mit ihr sieben Kinder zeugte. Der Film verlegt die Handlung in die USA.

## Handlung
Nachts auf der Straße: Ein Auto fährt zum Krankenhaus. Eine Mutter hält ihre jugendliche Tochter im Arm, die kaum noch Luft bekommt und schwer hustet, am Steuer sitzt der Vater. Als sie das Krankenhaus erreichen, droht er der Mutter mit den Worten: „Nicht ein Wort!“ Im Krankenhaus kommt die Tochter in die Notaufnahme. Die Szene wechselt.
20 Jahre zuvor: Das Ehepaar Don und Irene Cody sitzt mit den Töchtern, der fast volljährigen Sarah und der älteren Amy, abends am Tisch, als Sarah aufsteht, um zu einer Party zu fahren. Ihr Vater wird wütend, da sie nichts davon gesagt hat – tatsächlich hat die Mutter es vergessen dem Mann zu erzählen. Doch Don verbietet Sarah zu gehen und schickt sie auf ihr Zimmer, woraufhin sie widerspenstig mit ihrem Freund Chris trotzdem auf die Party geht und erst am nächsten Morgen zurückkehrt. Don zürnt über den Ungehorsam seiner Tochter und begutachtet im Keller des Hauses einen hinter einer Bücherwand versteckten Raum.
Drei Monate später. Unter einem Vorwand lockt Don seine Tochter in den Keller in den geheimen Raum, der sich als schalldichter Luftschutzkeller entpuppt, den der vorherige Besitzer des Hauses gebaut hat. Don sperrt Sarah ein, die verzweifelt um Hilfe ruft. Sarah verbringt die Nacht im Keller, während ihre Mutter und Schwester Amy die Polizei rufen. Am vierten Tag, als Don sie im Keller aufsucht, unternimmt Sarah vergeblich einen Fluchtversuch. Don offenbart ihr seine enorme Kontrollsucht und vergewaltigt seine Tochter. Die Polizei geht nicht davon aus, dass Sarahs Verschwinden etwas mit einem Verbrechen zu tun hat, auch da Don sie gezielt mit falschen Indizien informiert.
Tag 21: Don überrascht Sarah mit einem Kuchen zu ihrem 18. Geburtstag und schenkt ihr ein kurzes, rotes Kleid, das er sie nötigt anzuziehen. Don erklärt ihr, dass sie ihm etwas gibt, wofür er ihr etwas gibt. Sarah wünscht sich einen Fernseher, um Unterhaltung zu haben, doch Don erklärt, dass sie sich das erst in Zukunft verdienen müsse. Er fordert sie auf zu ihm zu kommen. Eine kommende Vergewaltigung wird angedeutet. Tag 38 – Sarah baut aus dem Deckel einer Konservendose eine Waffe und greift Don an, der den Angriff jedoch abwehrt und sie vergewaltigt.
Tag 354: Sarah ist bereits hochschwanger infolge der Vergewaltigung durch ihren Vater, als ihre Fruchtblase platzt und die Wehen einsetzen. Sie muss ihr Kind alleine im Keller zur Welt bringen und nennt das neugeborene Mädchen Marie.
Jahr 4: Sarah erwartet von Don ihr zweites Kind. Er schenkt ihr und seiner Tochter Marie zu Weihnachten einen Fernseher. Sarahs Mutter leidet unter dem Unwissen über den Verbleib ihrer Tochter und will die Suche fortsetzen, doch Don lehnt den Wunsch seiner Frau ab.
Jahr 7: Während ihre beiden Kinder Marie und Michael unter der Isolation in dem Keller leiden, bringt Sarah ihr drittes Kind, Thomas, zur Welt. Sarah überredet ihren Vater, das Kind nicht im Keller aufwachsen zu lassen, sondern es ihrer Mutter Irene zu geben, da im Keller kein Platz für ein drittes Kind sei. Don stimmt zu. Sarah schreibt unter Aufsicht ihres Vaters einen Brief an ihrer Mutter Irene, dass sie am Leben ist und mit einem Freund zusammenlebt, und bittet ihre Mutter ihren Sohn aufzunehmen, weil sie ihn nicht selbst versorgen könne. Irene akzeptiert dies. Chris, Sarahs alter Freund, trifft Amy, ihre ältere Schwester und erkundigt sich nach Sarah. Er erzählt ihr, dass Don ihm berichtet hat, dass Sarah mit einem Jungen namens Steve durchgebrannt ist, was Amy misstrauisch werden lässt. Sie verdächtigt ihren Vater, dass er Sarah etwas angetan haben könnte, da sie seine gewalttätige Seite kennt und er auch gegenüber ihrer Mutter bereits handgreiflich war.
Jahr 14: Während Marie und Michael langsam in die Pubertät kommen, erwartet Sarah ihr viertes Kind, dessen weiteres Schicksal unbekannt bleibt. Don fühlt sich von der hübschen Marie angezogen, doch Sarah warnt ihn, sich nicht an ihr zu vergreifen.
Jahr 17: Sarah erwartet ihr fünftes Kind. Durch die Decke des Kellers dringt Regenwasser, woraufhin Sarah beginnt, mit einem Löffel den bröselig gewordenen Beton zu entfernen und ein kleines Loch bis zur Oberfläche zu graben. Mit einer Taschenlampe sendet sie nachts ein Signal, das von einem Passanten bemerkt wird, der Don informiert. Don stürmt daraufhin in den Keller und schlägt Sarah, die daraufhin eine Fehlgeburt erleidet. Don verscharrt die Leiche.
Jahr 18: Marie und Michael rebellieren zunehmend gegen Don und auch gegen ihre Mutter, die versucht, die beiden vor Don zu schützen. Als ihre Kinder sie anschreien und beschuldigen, dass ihrer beider trostloses Leben ihre Schuld ist, erleidet Sarah einen emotionalen Zusammenbruch. Später erzählt sie ihren entsetzten Kindern die Wahrheit darüber, was Don ihr angetan hat und dass er sowohl ihr eigener als auch der Vater ihrer beiden Kinder ist.
Jahr 19: Don verliert seinen Job, was ihn in Konflikt mit seiner Frau bringt, auch da sie kein Geld mehr haben. Don beschließt, seine Kinder im Keller durch eine Kohlenmonoxidvergiftung zu töten, wird dabei jedoch von Thomas unterbrochen.
Jahr 20: Marie leidet an Asthma und kann nicht richtig atmen. Sarah kann Don schließlich überzeugen, sie und Marie aus dem Keller herauszulassen und in ein Krankenhaus zu fahren. Zum ersten Mal seit 20 Jahren verlässt Sarah den Keller. Im Krankenhaus angekommen, können die Ärzte Maries Leben retten. In einem Moment der Unachtsamkeit gelingt es Sarah, aus Dons Blickwinkel zu fliehen und Schutz bei einer Ärztin und einem Polizisten zu suchen. Die Polizei verhaftet Don, öffnet das Kellerversteck und befreit Michael. Einige Zeit später verbringt Sarah mit ihrer Schwester, ihrer Mutter und ihren drei Kindern einen sonnigen Tag am Fluss, als Chris zu ihr stößt. Sie reden über die vergangenen 20 Jahre und es wird deutlich, dass beide noch Gefühle füreinander haben.

## Hintergrund
Der Film ist von der realen Geschichte des Fritzl-Falles inspiriert, bei dem der Österreicher Josef Fritzl seine Tochter 24 Jahre in einem Kellergefängnis gefangen hielt. Durch den jahrelangen sexuellen Missbrauch an ihr entstanden insgesamt sieben Kinder.

## Kritiken
In der Internet Movie Database kommt der Film auf eine Wertung von 6,3 von 10 Punkten bei über 14.000 abgegebenen Bewertungen.